# Kunōzan Tōshō-gū
Kunōzan Tōshō-gū (久能山東照宮) est un sanctuaire shinto dans l'arrondissement Suruga-ku de la ville de Shizuoka, préfecture de Shizuoka au Japon. C'est le lieu de sépulture initial du premier shōgun du shogunat Tokugawa, Tokugawa Ieyasu, et donc le plus ancien sanctuaire tōshō-gū du pays. Le principal festival du sanctuaire est célébré chaque année le 17 avril, bien que son festival de printemps à partir du 17-18 février soit un événement plus important.

## Histoire
Le mont Kunō (216 m) est un pic escarpé sur la baie de Suruga et le site d'un ancien temple bouddhiste appelé Kunō-ji (久能寺) remontant au moins au début de l'époque de Nara. Le temple est prospère durant l'époque de Kamakura sous la direction du célèbre prêtre Enni Ben’en, qui a introduit la culture du thé vert dans la région. Après la conquête de la province de Suruga par le seigneur de la guerre Takeda Shingen, le temple est transféré à ce qui est maintenant Shimizu-ku, et le sommet de la montagne fortifié en château de montagne (kunō-jo (久能城). Après la chute du clan Takeda, la province de Suruga passe sous le contrôle du clan Tokugawa.
Après que Ieyasu Tokugawa s'est retiré au château de Sunpu, il continue néanmoins à maintenir les fortifications du mont Kunō. Lors de sa mort, Tokugawa Hidetada ordonne qu'il soit enterré sur son sommet et fait construire les premiers sanctuaires. Tokugawa Iemitsu, le troisième shogun, déplace son tombeau de Ieyasu à Nikkō Tōshō-gū, mais une partie de son esprit déifié est censé encore résider sur le mont Kunō. Le sanctuaire est maintenu en bon état par le sunpu jōdai jusqu'à la restauration de Meiji.
Après le renversement des Tokugawa par le nouveau gouvernement de Meiji et le mouvement Haibutsu kishaku qui suit, Kunōzan Tōshō-gū perd un certain nombre de ses édifices et une grande partie de ses revenus. À l'heure actuelle, la plupart des bâtiments qui subsistent de Kunōzan Tōshō-gū sont protégés par l'administration en tant que bien culturel important et l'ensemble de la montagne comme site historique du Japon.

## Kamis vénérés
Le principal kami de Kunō-zan Tōshō-gū est le Tōshō-Daigongen (東照大権現), l'esprit déifié de Tokugawa Ieyasu. Les kamis secondaires, dédiés après le début de l'ère Meiji, sont les esprits de Toyotomi Hideyoshi et de Oda Nobunaga.
Le Hie-jinja, sanctuaire secondaire dédié à Ōyamakui-no-kami, est fondé durant l'ère Meiji.

## Bâtiments remarquables
L'administration japonaise a classé treize bâtiments de Kunō-zan Tōshō-gū biens culturels importants. Parmi eux, le honden et le heiden construits en 1617 et qui montrent le style coloré et flamboyant de la fin de l'époque Azuchi Momoyama, avec d'extravagantes sculptures sur bois, des feuilles d'or et des décorations peintes sur de la laque noire.
En plus de ces bâtiments, Kunō-zan Tōshō-gū possède également des trésors d'art qui sont exposés au musée. Parmi ceux-ci, un certain nombre de tachi, dont l'un est un trésor national, et douze autres (dont un wakizashi) sont des biens culturels importants. Parmi les autres biens culturels importants, on compte deux armures, une paire de lunettes et une pendule ayant appartenu à Tokugawa Ieyasu, ainsi que soixante-treize documents rédigés de sa propre main.